# NGC 4128A
NGC 4128A is een lensvormig sterrenstelsel in het sterrenbeeld Draak. Het hemelobject werd op 6 april 1793 ontdekt door de Duits-Britse astronoom William Herschel.

## Synoniemen
- NPM1G +69.0097
- PGC 38558